# Pšenična Polica
Pšenična Polica – wieś w Słowenii, w gminie Cerklje na Gorenjskem. W 2018 roku liczyła 115 mieszkańców.